# Hendersonsångare
Hendersonsångare (Acrocephalus taiti) är en fågel i familjen rörsångare inom ordningen tättingar som enbart förekommer på den lilla ön Henderson Island i östra Stilla havet.

## Utseende och läte
Hendersonsångaren är en stor rörsångare med en kroppslängd på 17 centimeter och en relativt kort näbb. Den adulta fågeln är olivbrun ovan och vit med något gulaktig anstrykning under. Hjässan är fläckad olivbrunt och vitt, resten av huvudet vitt med mörkt streck genom ögat. Fjäderdräkten har ofta inslag av asymmetriskt spridda vita fjädrar, vissa är nästan helt vita. Lätet är kort och hårt, sång saknas.

## Utbredning och systematik
Fågeln är endemisk för Henderson Island, en nordlig ö bland Pitcairnöarna. Den behandlas som monotypisk, det vill säga att den inte delas in i några underarter.

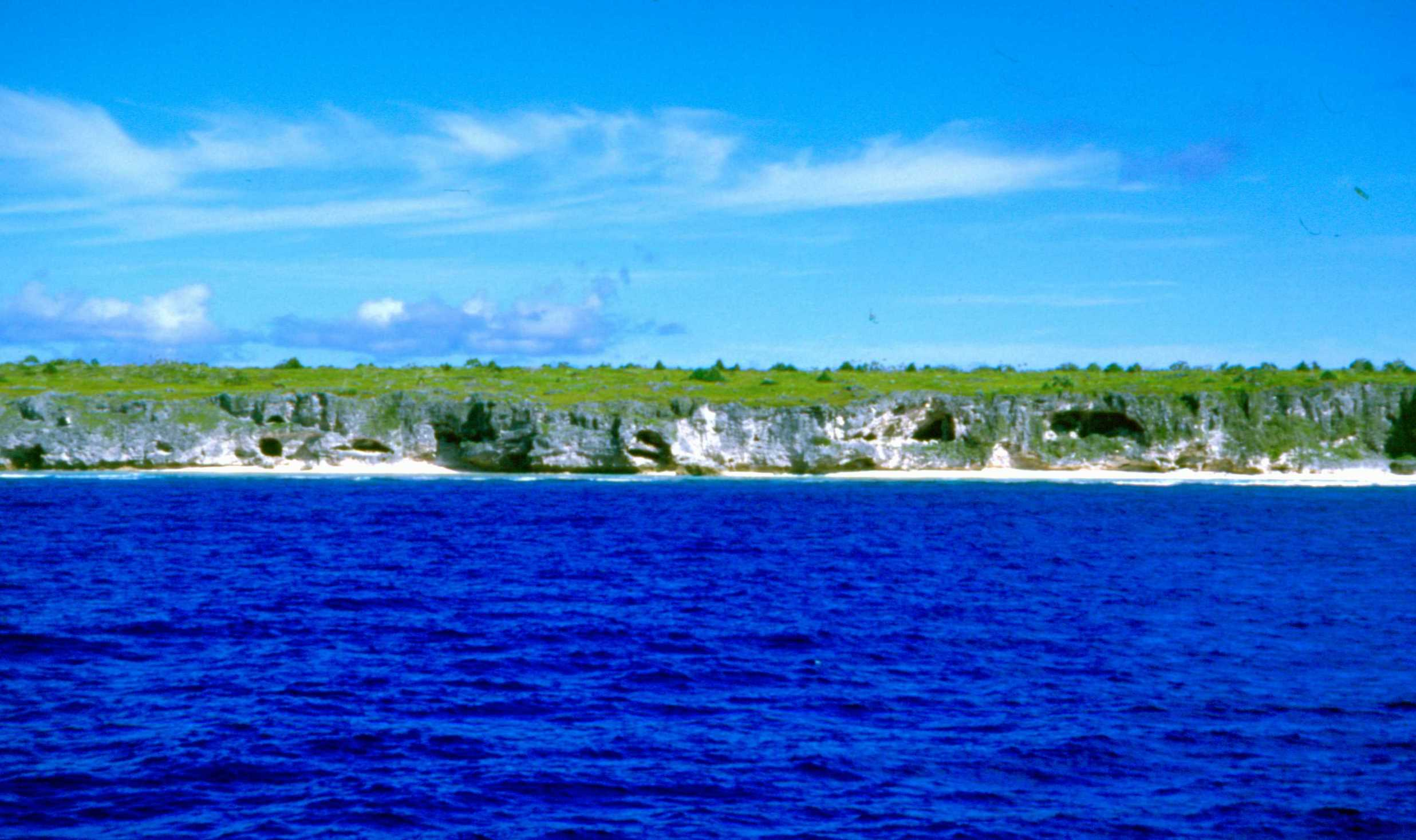
På Henderson Island i Stilla havet förekommer hela fågelns världspopulation.

### Familjetillhörighet
Tidigare fördes rörsångarna liksom ett mycket stort antal andra arter till familjen Sylviidae, tidigare kallad rätt och slätt sångare. Forskning har dock visat att denna gruppering är missvisande, eftersom då även välkända och mycket distinkta familjer som svalor, lärkor och stjärtmesar i så fall bör inkluderas. Hendersonsångaren med släktingar har därför brutits ut till familjen rörsångare (Acrocephalidae).

## Levnadssätt
Hendersonsångaren är en skogsfågel som vanligen ses i familjegrupper födosökande på alla nivåer. Den lever av olika födoämnen som sniglar, myror, flugor, skalbaggar, stora getingar, kackerlackor, frön och fruktkött.

### Häckning
Fågeln häckar från slutet av augusti till början av januari, i par eller i en trio, vanligen bestående av obesläktade fåglar. Den lägger två till tre ägg. När äggen väl kläcks blir de flesta ungar flygga. Den vanligaste orsaken bakom misslyckade häckningar är predation från introducerade polynesisk råtta.

## Status och hot
Arten förekommer bara på en enda liten ö och är i och med det utsatt för risken att främmande djurarter oavsiktligt införs, framför allt däggdjurspredatorer som råttor och katter. Världspopulationen uppskattas till 7200 vuxna individer och opulationsutvecklingen är stabil.